# Chaunté Lowe
Chaunté Lowe (født Chaunté Howard 12. januar 1984) er en amerikansk atletikudøver, der især har opnået gode resultater i højdespring. I denne disciplin har hun en personlig rekord på 2,05 m, hvilket er nordamerikansk rekord. Hendes bedste internationale resultater er en sølvmedalje ved VM i atletik udendørs i Helsingfors 2005 samt en bronzemedalje ved indendørs-VM i Doha 2010.
| Atletikudøver | Spire Denne biografi om en amerikansk atletikudøver er en spire som bør udbygges. Du er velkommen til at hjælpe Wikipedia ved at udvide den. |

- Wikimedia Commons har flere filer relateret til Chaunté Lowe